# Crystal (Colorado)

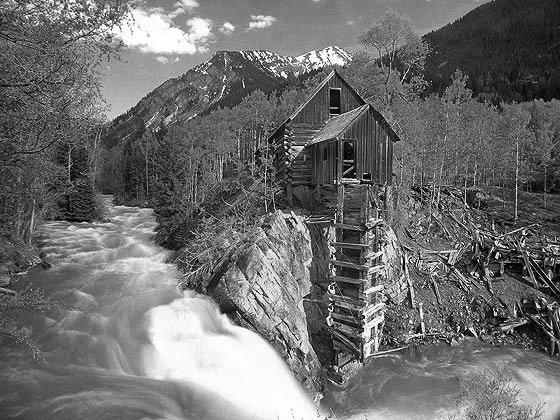
Watermolen van Crystal

Crystal is een verlaten mijnoord gelegen in het midwesten van de staat Colorado (Verenigde Staten). De plaats ligt in een dal en is omgeven door hoge bergen en naaldbossen. The Lost Horse Mill is 200 meter verwijderd van de plaats zelf. Het is in 1880 gesticht door mijnonderzoekers. Zeven werkende zilvermijnen stonden in Crystal en in 1886 woonden er ca. 400 inwoners in de plaats en had 2 kranten, 2 hotels, saloons (kroeg) en een kapper. In 1893 raakte het zilver op en werd de plaats bijna verlaten en in 1915 leefden er nog 8 mensen. Heden bestaat Crystal nog uit een aantal blokhutten en de Crystal Club.